# 華閭縣
華閭縣（越南语：／）是宁平省历史上的一个旧县。越南丁朝、前黎朝二朝古都。

## 地理
华闾县北和西接嘉远县，西南接儒关县，南接三叠市，东南接安谟县，东接宁平市、安庆县和南定省懿安县。

## 历史
1975年12月27日，宁平省和南河省合并为河南宁省，嘉庆县随之划归河南宁省管辖。
1977年2月23日，嘉庆县宁和社员外村划归宁一社管辖。
1977年4月27日，嘉庆县和宁平市社合并为华闾县，县莅宁平市镇。
1981年4月9日，华闾县以宁平市镇重新析置宁平市社；华闾县莅迁至宁庆社。
1982年12月14日，宁山社部分区域划归宁平市社丁先皇坊管辖；宁城社奇伟村划归宁一社管辖，宁丰社北店划归宁城社管辖。
1982年12月17日，宁城社划归宁平市社管辖。
1991年12月26日，河南宁省重新分设为南河省和宁平省，华闾县划归宁平省管辖。
1996年11月2日，宁庆社、宁进社、宁丰社、宁山社和宁福社部分区域划归宁平市社管辖。
2003年10月31日，宁美社、宁康社和宁江社析置天尊市镇。
2004年1月9日，宁庆社、宁一社、宁进社、宁丰社、宁山社、宁福社6社划归宁平市社管辖。
2024年12月10日，越南国会常务委员会通过决议，自2025年1月1日起，宁平市和华闾县合并为华闾市。

## 行政区划
华闾县下辖1市镇10社，县莅天尊市镇。
- 天尊市镇（Thị trấn Thiên Tôn）
- 宁安社（Xã Ninh An）
- 宁江社（Xã Ninh Giang）
- 宁海社（Xã Ninh Hải）
- 宁和社（Xã Ninh Hòa）
- 宁康社（Xã Ninh Khang）
- 宁美社（Xã Ninh Mỹ）
- 宁胜社（Xã Ninh Thắng）
- 宁云社（Xã Ninh Vân）
- 宁春社（Xã Ninh Xuân）
- 长安社（Xã Trường Yên）

## 旅游
华闾县著名景点除了华闾古都之外，还有三谷碧峒的喀斯特山水、三谷寺、溶洞等。